# Rade Pavlović
Rade Pavlović, hrvaški general, * 28. januar 1909, † 1981.

## Življenjepis
Leta 1932 je postal član KPJ. Med vojno je bil obveščevalni častnik 3. operativne cone, načelnik intendanture 6. korpusa,...
Po vojni je bil načelnik Oddelka ljudske obrambe pri Zvezni planski komisiji SFRJ, deloval v Sekretariatu ljudske obrambe Izvršnega sveta Hrvaške,...